# Annales Musei Serbiae Meridionalis
„Annales Musei Serbiae Meridionalis“ (от латински: Анали на Музея на Южна Сърбия) е сръбско научно списание, излизало в Скопие, Кралство Югославия, в 1939 година.
Списанието излиза на немски език, като публикация на Зоологическия отдел на Музея на Южна Сърбия в Скопие. Списанието публикува материали от областта на биогеографията, таксономията и екологията на флората и фауната на Кралство Югославия и предимно на Вардарска Македония, така наречената в държавата Южна Сърбия. Редактор е основателят на музея Станко Караман, който публикувата и откриващия труд „Върху разпространението на влечугите в Югославия“ (Über die Verbreitung der Reptilien in Jugoslavien). От „Annales Musei Serbiae Meridionalis“ излизат само седем броя.